# 門馬忠雄
門馬 忠雄（もんま ただお、1938年6月27日 - ）は日本のジャーナリスト、プロレス評論家。ニックネームは「ぼやき評論の第一人者」。

## 来歴
福島県相馬市出身。日本大学藝術学部卒業後の1962年、東京スポーツ新聞社に入社（「新日本プロレス12人の怪人」著者紹介より）。以降、プロレス記者として現場に関わり続け、記者時代には取材よりも取材先での飲み歩きに没頭していたことから「ドサ回りのモン」と呼ばれ、多い時には年間約200日も出張取材を行っていた。国際プロレスを主に担当し、国際プロレス所属レスラーやスタッフから「モンちゃん」のあだ名で親しまれた。1970年代には国際プロレス中継「国際プロレスアワー」の、また1980年代には「世界のプロレス」（ともにテレビ東京にて放映）の解説者も務めた。東京スポーツでは運動部長や編集委員も歴任し、1986年に退社。これ以降はフリーのプロレス評論家として活動。
脳梗塞の療養で一時期活動を休止していたが10か月のリハビリを経て復帰。現在は東京中日スポーツ・中日スポーツなどにプロレス評論を寄稿している。
東京スポーツ在籍時から「プロレス大賞」の選考委員を務めていたが、2023年度を以って「プロレス大賞」の選考委員を勇退したと同時に、59年間続けてきたプロレス記者を卒業することを宣言した。

## 人物
- 1964年11月に、山田隆から「大相撲からプロレスに転身した新人がいるらしい。他社に気付かれないようにスクープしろ」と言われ、門馬はリキ・スポーツパレスへ向かった。その新人とは後に国際プロレスや全日本プロレス等で活躍したラッシャー木村であった[3]。
- 東京スポーツでは国際プロレス担当記者であったため、女子部などを巡って女子部の存在に批判的なグレート草津と良く揉めていた他[6]、国際プロレスOBとも親交がある[2]。
- 日本プロレスの北海道サーキットの取材の際、ニセコ町から伊達市への移動の際、前日の深酒が原因で出発時刻を見間違え、倶知安駅から胆振線の列車に乗るところを誤って函館本線下り札幌駅行きの列車に乗車してしまった。門馬は羊蹄山が遠のいていく事で札幌行きの列車に誤乗したことに気づき、急いで倶知安駅まで引き返して胆振線に乗り換えて試合開始から1時間遅れで伊達市の試合会場に入った。その際、東京スポーツ（当時の北海道における東京スポーツの発売日は2日遅れだった）を見た高千穂明久からクレームが来たという。それ以来、会場には試合開始1時間前までに入る、選手宿舎や翌日の列車時刻の確認を心がけるようになったという[1]。
- ジャイアント馬場と初対面した際、新潟県三条市出身である馬場から「隣の福島県の出身か。中通り、浜通り、会津のどこの出身だ?」と聞かれたという。馬場の日本プロレス時代最後のシリーズである1972年「第1次サマー・ビッグ・シリーズ」の取材を担当したのも門馬であった。シリーズ開幕5日後に馬場は日本プロレス退団を発表した。馬場の日本プロレス退団発表直後に山田隆から「馬場を徹底マークしろ!」と厳命されたという[1]。このシリーズでデビューした木村健悟は、デビュー直後に門馬に対して「この会社（日本プロレス）、潰れるね…」と漏らし、門馬は日本プロレスが崩壊することを確信していたという[7]。
- 1967年10月、日本プロレスは当時アメリカ統治下であった沖縄県コザ市で興行を行い[8]、門馬は日本プロレスの選手と共に鹿児島空港から全日空のチャーター機で沖縄入りした。その際、客室乗務員から那覇空港着陸前にシェードを閉めるようアナウンスされた事、星野勘太郎が入国審査で長時間足止めを食らった事、現地の人から「本土の人間か?米軍基地を土産に持って帰ってくれ」と言われたことを挙げ、当時の沖縄の現実を思い知らされた。その思いは沖縄返還後も変わっていないという[9]。
- 国際プロレス崩壊後にプロレスラーを引退して実家の農業を継ごうとした阿修羅・原を、ジャイアント馬場は現役を続行させようと考えていた。馬場は門馬に電話を入れて原との面談を依頼した。三者による面談の結果、原は現役続行を決断した[10]。
- 『国際プロレスアワー』の解説担当は、東京スポーツの社長室に門馬が呼ばれ、当時の井上博社長から「東スポのパブリシティだ。受けろ!!」と厳命されて引き受けたという。放送局だった東京12チャンネルに対しても、方言を発するのを恐れていたため「試合中はビールを飲んでもよいのなら引き受ける」と回答した[11]。『世界のプロレス』開始に当たっても、あるパーティーの席で白石剛達テレビ東京スポーツ局長から呼び止められ、依頼されたという[12]。

## 著書
- プロレス百科事典―プロレスがよくわかる（東京スポーツ新聞社）
- ザ・国技館―元東スポプロレス部長の極秘取材メモ（ベストセラーズ）
- プロレス血風録（文藝春秋）
- プロレス酔虎伝（三一書房）
- ニッポン縦断プロレスラー列伝（エンターブレイン）
- アンドレがいた!―"大巨人"アンドレ・ザ・ジャイアントの黄金時代（エンターブレイン）
- 新日本プロレス12人の怪人（文春新書）

など